# Alloglossidium renale
Alloglossidium renale är en plattmaskart. Alloglossidium renale ingår i släktet Alloglossidium och familjen Macroderoididae. Inga underarter finns listade i Catalogue of Life.